# Värmdö socken
Värmdö socken i Uppland ingick i Värmdö skeppslag. Området är numera huvudsakligen en del av Värmdö kommun, utom vissa öar som tillhör Vaxholms kommun. Området motsvarar från 2016 ungefär Värmdö distrikt.
Socknens areal var den 1 januari 1961 163,87 kvadratkilometer, varav 160,33 km² land.   År 2000 fanns här 10 093 invånare. Godsen Sunds gård, Siggesta gård, Lillsved och Norrnäs, tätorterna Hemmesta, Skeppsdalsström, Kopparmora, Ängsvik, Värmdö-Evlinge och Torsby samt sockenkyrkan Värmdö kyrka ligger i socknen.  

## Administrativ historik
Från början motsvarade Värmdö socken hela Värmdö skeppslag. 1631 utbröts Södra Ljusterö församling, 1635 Boo församling, 1638 Möja församling 1683 Djurö församling och 1792 Ingarö församling. De utbrutna socknarna blev i många fall egna jordeboksocknar först 1889/1890. 
Vid kommunreformen 1862 övergick socknens ansvar för de kyrkliga frågorna till Värmdö församling och för de borgerliga frågorna till Värmdö landskommun. 1902 utbröts Gustavsbergs socken (Gustavsbergs landskommun och Gustavsbergs församling). 1926 överfördes Vindö med kringliggande öar till Djurö socken. Från socknen överfördes till Vaxholms stad: Rindö 1913 och grannöarna  med bland andra Tynningö och Skarpö 1950. Landskommunen ombildades 1971 till Värmdö kommun.
1 januari 2016 inrättades distriktet Värmdö, med samma omfattning som Värmdö församling hade 1999/2000, och som ungefär motsvarar detta sockenområde.
Socknen har tillhört län, fögderier, tingslag och domsagor enligt vad som beskrivs i artikeln Värmdö skeppslag. De indelta båtsmännen tillhörde Södra Roslags 2:a båtsmanskompani.

## Geografi
Värmdö socken ligger öster om Stockholm och omfattar Värmdön öster om Ålstäket, västra delen av Fågelbrolandet samt i Trälhavet och Kanholmsfjärden i norr öar som Gällnö och Svartsö. Socknen är en småkuperad skogsbygd med inslag av berg och med viss odlingsbygd i dalar och sänkor.

## Fornlämningar
Kuströsegravar från bronsåldern är funna.  Från järnåldern finns 46 gravfält. En runsten har påträffats.

## Befolkningsutveckling
| Befolkningsutvecklingen i Värmdö socken 1750–2011 | Befolkningsutvecklingen i Värmdö socken 1750–2011 | Befolkningsutvecklingen i Värmdö socken 1750–2011 | Befolkningsutvecklingen i Värmdö socken 1750–2011 | Befolkningsutvecklingen i Värmdö socken 1750–2011 |
| ------------------------------------------------- | ------------------------------------------------- | ------------------------------------------------- | ------------------------------------------------- | ------------------------------------------------- |
|                                                   |                                                   |                                                   |                                                   |                                                   |
| År                                                |                                                   |                                                   | Folkmängd                                         |                                                   |
| 1750                                              | 1750                                              |                                                   | 3423                                              |                                                   |
| 1760                                              | 1760                                              |                                                   | 3531                                              |                                                   |
| 1769                                              | 1769                                              |                                                   | 3145                                              |                                                   |
| 1780                                              | 1780                                              |                                                   | 2605                                              |                                                   |
| 1790                                              | 1790                                              |                                                   | 2835                                              |                                                   |
| 1795                                              | 1795                                              |                                                   | 2999                                              |                                                   |
| 1810                                              | 1810                                              |                                                   | 2923                                              |                                                   |
| 1820                                              | 1820                                              |                                                   | 3039                                              |                                                   |
| 1830                                              | 1830                                              |                                                   | 3446                                              |                                                   |
| 1840                                              | 1840                                              |                                                   | 3111                                              |                                                   |
| 1850                                              | 1850                                              |                                                   | 3185                                              |                                                   |
| 1860                                              | 1860                                              |                                                   | 3562                                              |                                                   |
| 1870                                              | 1870                                              |                                                   | 3627                                              |                                                   |
| 1880                                              | 1880                                              |                                                   | 4166                                              |                                                   |
| 1890                                              | 1890                                              |                                                   | 4516                                              |                                                   |
| 1900                                              | 1900                                              |                                                   | 4683                                              |                                                   |
| 1910                                              | 1910                                              |                                                   | 2746                                              |                                                   |
| 1920                                              | 1920                                              |                                                   | 2863                                              |                                                   |
| 1930                                              | 1930                                              |                                                   | 2471                                              |                                                   |
| 1940                                              | 1940                                              |                                                   | 2214                                              |                                                   |
| 1950                                              | 1950                                              |                                                   | 2189                                              |                                                   |
| 1960                                              | 1960                                              |                                                   | 1958                                              |                                                   |
| 1970                                              | 1970                                              |                                                   | 2750                                              |                                                   |
| 1980                                              | 1980                                              |                                                   | 5577                                              |                                                   |
| 1990                                              | 1990                                              |                                                   | 7705                                              |                                                   |
| 2000                                              | 2000                                              |                                                   | 10093                                             |                                                   |
| 2011                                              | 2011                                              |                                                   | 13272                                             |                                                   |

## Namnet
Namnet (1322 Wermdä) kommer från ön. Önamnets förled innehåller värmd (varm) troligen med betydelsen 'isränna som inte fryser' syftande på sundet mellan Värmdö och Vindö.